# Йоханес Ройхлин
Йоханес Ройхлин (на немски: Johannes Reuchlin, Johann Reichlin, Kapnion, Capnio) е германски философ, хуманист, юрист и дипломат. Той е първият значим германски хебраист, който като неевреин изучава еврейския език.

## Биография
Роден е на 29 януари 1455 година в Пфорцхайм, Маркграфство Баден, в семейството на Георг Ройхлин, управител на манастир, и съпругата му Елиса Ерина Ек. Сестра му Елизабет Ройтер (родена Ройхлин) е баба на Филип Меланхтон.
През 1470 г., на 15-годишна възраст, започва да следва първо граматика, философия и реторика във Фрайбургския университет. През 1473 г. е възпитател на един от синовете на маркграфа на Баден, Фридрих фон Баден, и с него отива да следва старогръцки, латински и иврит в Париж. През 1474 г. се премества в университета в Базел, за да задълбочи познанията си по старогръцки език. На следващата година се дипломира, а две години по-късно, през 1477 г., му е присъдено званието magister artium в областта на свободните изкуства. В Базел той пише латинския си речник Vocabularius breviloquus, първото му произведение.
През 1479 г. Ройхлин започва да следва право в университета на Орлеан. През 1480/1481 г. отива да следва в университета на Поатие. На 14 юни 1481 г. получава там диплома за имперско (римско) право.
От февруари до април 1482 г. придружава вюртембергския граф Еберхард I до Рим. Жени се за богата жена и през 1484/1485 г. получава докторска титла по римско право (legum doctor) на университета в Тюбинген.
По време на посещението си при император Фридрих III в Линц заради важна задача на графа, той получава от императора наследствената титла на благородник и почетната служба дворцов пфалцски граф. В Линц той учи еврейски език от Яакоб бен Йехиел Лоанс, домашният лекар на Фридрих III.
През 1502 г. Ройхлин става съдия във Вюртемберг.
Умира на 30 юни 1522 година в Щутгарт на 67-годишна възраст.